# Zalameggyes
Zalameggyes község Veszprém vármegye Sümegi járásában (az 1950-es megyerendezés előtt Zala vármegye része volt). 256 hektáros kiterjedésével a megye második legkisebb közigazgatási területű települése.

## Fekvése
A vármegye nyugati szélén fekszik, a Marcal völgyében, a folyó jobb (keleti) parti oldalán. Jánosházától 8 kilométerre délre, Sümegtől 14 kilométerre északra helyezkedik el.
A közvetlenül határos települések: észak felől Zalaszegvár, kelet felől Hosztót, dél felől Ukk, délnyugat felől Rigács, északnyugat felől pedig Nemeskeresztúr (utóbbi már Vas vármegye része).

### Megközelítése
Csak közúton érhető el, Veszprémgalsa-Hosztót vagy Rigács érintésével, a 7325-ös út és a 84-es főút térsége (a mai 73 172-es út) közt húzódó 73 171-es számú mellékúton.

## Története
Meggyes 1357-ben tűnik fel először okleveles forrásban, akkor Meggyesi János birtokában volt; 1370-ben már a Meggyesi család hat ága osztozott rajta. Meggy szavunk régi helyneveinkben gyakori névelem, képzős változata olyan helyet jelentett, ahol sok meggyfa volt. Köznemesi birtokosaival a XV. században találkozunk. Katolikus és evangélikus templomai 1938-ban épültek.

### Az evangélikus templomépítés története
A zalameggyesi evangélikus fília a kezdetektől fogva Zalagalsához (ma Veszprémgalsa) tartozott. Arról nem szólnak a korabeli dokumentumok, hogy a templomépítés előtt hogyan zajlott a lelkigondozás a község hívei között. Az anyagyülekezetről annyit ír Görög Ernő, a Veszprémi Evangélikus Egyházmegye történetírója, hogy egy 1725-ös feljegyzés szerint Galsa a Kemenesaljai Egyházmegyéhez tartozott, 1786-ban Kerta fíliájaként tartották számon, majd 1804-ben önálló anyagyülekezetté szerveződött (Kisberzseny és Nemeshany községekkel együtt).
Zalameggyes evangélikus híveinek aktivitásáról csak a helyi forrásokból tudunk meg valamivel többet. Péter Géza gondnok leírása szerint az 1921-ben a faluba látogató püspök buzdította az itteni híveket arra, hogy tartsanak vallásos összejöveteleket, illetve sürgetve őket, hogy fokozottabb mértékben foglalkozzanak a szórványbeli lakosokkal, különösen az ifjúsággal. A hívek kérelmére Ovádi Lajos házánál gyűltek össze az evangélikusok.
Ekkor már állt egy – a katolikusokkal közös – harangláb, amelynek harangjait az I. világháborúban elvitték. Helyette 1925-ben öntettek egy 110 kg-os új harangot egy soproni mesternél, amit ugyanezen haranglábra helyeztek el; felavatása ugyanazon év április 19-én történt meg. Az ünnepségen Péter Irén felolvasta Magócs Károly A szegény asszony két fillérje című versét, ezt követte az ifjúság egy színdarabja.
A templomépítés gonndolata akkor fogant meg a kis szórványgyülekezet tagjaiban, amikor 1927-ben a halálos beteg Péter Ákos telket hagyományozott nekik, a végrendelet szerint templomi céllal. Az egyházmegyétől 1935-ben kaptak engedélyt a templomépítésre. Az akkori tervek szerint az épület egyúttal kultúrház céljait is szolgálta volna. Az első terv két bejáratú, elmozdítható rekeszfalú épületet álmodott meg, 1800 pengő költségvetéssel.
1936. szeptember 6-án történt meg az alapkőletétel, amelyen Péter Ernő versét Tóth Lenke mondta el. Ez a költemény már jelezte a lelkes hívek azon szándékát, hogy a tervekben még nem szereplő torony is megépüljön. Tóth Elek akkori gondnok lelkes vezetése mellett folyt az építkezés. Még csak az alapozásnál tartottak, amikor az a közóhaj fogalmazódott meg, hogy építsék meg a tornyot, mivel a római katolikusok is templomot építenek, és az addig közös haranglábon felállított evangélikus harangot át kell helyezni. Sikos Gyula lelkész viszont hozzátette: addig említést se tegyenek toronyról, amíg ahhoz legalább 500 pengő alapot nem gyűjtenek össze. Négy nap múlva a hívek 615 pengővel jelentkeztek nála. (A történetíró megemlíti, hogy a torony építéséhez már jóval korábban, 1909-ben voltak tervek, csak a kivitel elmaradt.)
További személyes gyűjtést végeztek a zalagalsai anyagyülekezet területén. A Harang-szóban megjelent hirdetésre is érkeztek adományok – többek között Rákospalotáról, Szombathelyről is. Minisztériumi engedéllyel szélesebb körű gyűjtést is lehetett folytatni. Segélyek érkeztek a Gusztáv Adolf Gyámintézettől, más hivatalos szervektől és az államtól. Ilyen segítség mellett épülhetett meg a templom – tornyával együtt – Kolics József jánosházi képesített kőműves és Berenkovics György építőmester vezetése és felelőssége mellett. Szűcs Lajos zalagalsai és Somogyi János nemeskeresztúri asztalosok készítették el a nyílászárókat és a belső famunkákat.
A templomépítés teljes költsége (az eredeti 1800 pengő helyett) 5700 pengő lett. Ezen kívül 250 pengőért harmóniumot, illetve 354 pengőért egy második (67 kg-os) harangot vásároltak.
Az oltár felszereléséhez adományoztak oltár- és kehelyterítőt, 4 db gyertyatartót, szó-székterítőt, perselyt, oltárszőnyeget. A nőegylet tagjai festették be a templomot. Németh Kálmán rigácsi tanító adományként festette meg az oltárképet. A csillár két család világ-háborúban hősi halált halt tagjainak emlékére adományként került Isten házába. Az oltárra helyezett Biblia tartójára is készítettek terítőt, valamint a bejárat fölé „Erős vár a mi Istenünk” feliratot.
A templom felszentelését 1939. június 4-én (Szentháromság vasárnapján) végezte Takáts Elek főesperes, kormányfőtanácsos mint püspöki megbízott.
1943-ban búcsúzott a gyülekezet Németh Kálmán rigácsi tanítótól, aki akkor vonult nyugdíjba. Péter Ernő akkori gondnok köszöntötte őt.
A templomépítés 10. évfordulóján (1949-ben) Péter Ernő 10 éves fia készült verset mondani (aki tehát egyidős volt a templommal), de gócos tüdőgyulladásba esett, és nem lehetett jelen az ünnepen.
A templomépítés 40. évfordulóján (1979-ben) Sikos Lajos esperes látogatott el a zalameggyesi hívekhez.
A gyülekezet meleg szavakkal köszönt el Sikos Gyula zalagalsai lelkésztől, aki 36 évi hűséges szolgálat után vonult nyugdíjba.
Péter Ernő 1980-ban (80. születésnapján) – visszatekintve a múltra, a jelent szemlélve – Illés prófétát idézte: „Nagy búsulásom van az Úrért” (1Kir 19, 14 – Károli Gáspár fordításában). Szomorúan látta ugyanis a falu sorsát, megtapasztalta a fiatalok elköltözését és az idősek elerőtlenedését. Ő azonban a gyülekezet többi tagjával együtt hűségesen kitartott temploma mellett.
A templomépítés 50. évfordulóján (1989-ben) ugyancsak ő szólalt fel az ünnepen, de nemcsak a múlt dicsőségét csillogtatta, hanem reális látással világította meg a kevésbé derűs jövendőt ezekkel a szavakkal: „A templom… Isten segítségével megépült … örömünkre, mert aki rádöbbent, hogy hálával tartozik a Mindenhatónak, itt, helyben le-róhatja a tartozását. Azután időközben több egyháztag elhalt, a mezőgazdasági válság idején húsz evangélikus fiatalember elhagyta a szülői házat, elhagyta szülőfaluját, vidékre költöztek… ezáltal megpecsételődött az evangélikus gyülekezet sorsa … és most – a 89. évemben – fájó szívvel kénytelen vagyok jóslásba bocsátkozni: a jelenben az evangélikus létszám 22, egy-kettő kivételével mind túl a nyugdíjkorhatáron… Nagy időt nem remélhetünk, utánam mind elköltözik a minden halandók utolsó útján… Nem lesz tovább, akit ennek a kis templomnak a harangjai ide hívhatnának… Elnézést kérek, hogy az ünnepünket rontottam… amit megmondtam – beteljesedik…”
1999-ben ünnepelték e templom fennállásának 60. évfordulóját. A gyülekezet lélekszáma 10 év alatt a felére csökkent, a rendezvény mégis tükrözte a kis közösség élni akarását, Istenhez fűződő hűségét. A polgármesteri hivatal teljes anyagi tehervállalásával megtörtént a templom belső terének teljes felújítása, villanyvezetékek cseréjével, vakolással és festéssel. A gyülekezeti tagok gyűjtésének eredményével, és külső egyházi, valamint önkormányzati támogatással megjavíttatták a toronysisakot, lefestették a templom északi homlokzatát és a tornyot. Alsósági vállalkozó adományaként újíttatták fel a gyertyatartókat, megjavíttatták a harmóniumot, valamint új feszületet vásároltak az oltárra. Adományként csillárt kaptak egy Zalameggyesről elszármazott testvértől.

## Közélete

### Polgármesterei
- 1990–1994: Vincze Kálmánné (független)[4]
- 1994–1998: Vincze Kálmánné (független)[5]
- 1998–2002: Szanyi Mária Judit (független)[6]
- 2002–2006: Szanyi Mária Judit (független)[7]
- 2006–2010: Szanyi Mária Judit (független)[8]
- 2010–2014: Szanyi Mária Judit (független)[9]
- 2014–2019: Szanyi Mária Judit (független)[10]
- 2019–2024: Szanyi Mária Judit (független)[11]
- 2024– : Szanyi Mária Judit (független)[1]

## Népesség
A település népességének változása:
| Lakosok száma | 43   | 42   | 43   | 48   | 62   | 56   | 58   |
|               | 2013 | 2014 | 2015 | 2021 | 2022 | 2023 | 2024 |

A 2011-es népszámlálás során a lakosok 80,4%-a magyarnak, 4,3% németnek mondta magát (15,2% nem nyilatkozott; a kettős identitások miatt a végösszeg nagyobb lehet 100%-nál). A vallási megoszlás a következő volt: római katolikus 47,8%, református 4,3%, evangélikus 4,3% (43,5% nem nyilatkozott).
2022-ben a lakosság 90,3%-a vallotta magát magyarnak, 4,8% németnek (6,5% nem nyilatkozott; a kettős identitások miatt a végösszeg nagyobb lehet 100%-nál). Vallásuk szerint 40,3% volt római katolikus, 16,1% evangélikus, 8,1% református, 3,2% felekezeten kívüli (32,3% nem válaszolt).